# Louise Conring
Louise Martinie Laurette Conring, född 1 mars 1824 i Rungsted, död 1 april 1891 i Frederiksberg, var en dansk diakonissa. Hon var den första diakonissan i Danmark.